# Szapolya
Szapolya (másképpen: Zápolya, horvátul: Zapolje) falu Horvátországban, Bród-Szávamente megyében. Közigazgatásilag Resetárhoz tartozik.

## Fekvése
Bródtól légvonalban 43, közúton 49 km-re északnyugatra, Pozsegától   légvonalban 20, közúton 36 km-re délnyugatra, községközpontjától 4 km-re délkeletre, Nyugat-Szlavóniában, a Pozsegai-hegység déli lejtői alatt, az Újgradiskát Bróddal összekötő főúttól délre, az Adžamovka-patak partján fekszik.

## Története
A területén előkerült régészeti leletek tanúsága szerint itt már az ókorban laktak emberek. Az egyik ókori lelőhely Puharina, ahol csatornásás közben a középkori leletek mellett három helyen is bukkantak ókori falakra. A másik ókori lelőhely a Szent Miklós templom mellett található, ahol árokásás közben mintegy 60 cm mélységben találtak a 4. századból származó római kerámiákat és téglákat. Az ókori falak és kerámiák mellett itt is előkerültek középkori cseréptöredékek.
A középkori Szapolya első ismert birtokosai Borics bán fiai Odolya, Cselk és Borics voltak. Ők a fiú utód nélkül elhunyt Dermar nevű rokonukkal elcserélték ezt a birtokukat a Bród melletti Glogovicára.   Dermar özvegye 1258. június 3-án a birtokot lányai között osztotta szét. Ebben az időben Szapolyát 11 család lakta, akik a település első lakói voltak.  1339-ben említik Demeter fiait mint szapolyai nemeseket és szomszédaikat. Az okiratból kitűnik, hogy a szapolyai birtok nemcsak a mai Szapolyára, hanem még néhány környező falu területére is kiterjedt, így ide tartozott a mai Tisovac is, ahol a család a 15. században várat épített.   A pápai tizedjegyzék egy Szent Máté templomot is említ a „Zapola” birtokon, ami azt jelenti, hogy legalább két településnek kellett itt állnia. Ennek megfelelően a jegyzékben két pap is szerepel.  A Szent Miklós templomot 1396-ban és 1464-ben, a birtokot pedig 1396-ban, 1399-ben, 1412-ben, 1445-ben és 1455-ben is említik.  A 14. század második felében birtokosa Demeter fia János volt. Szapolyai László 1455-ben Tisovacon várat épített. Ezután kezdődött a család gyors felemelkedése, melyet Mátyás királynak köszönhet.  1465-ben Szapolyai Imrét Mátyás király szepesi örökletes főispánná nevezte ki, Szapolyai István utódai között pedig két magyar király is volt. 
A török 1536-ban a környező vidékkel együtt foglalta el a települést, ahol a keresztény lakosság helyben maradt. A 17. században Szapolyára az ottani hívek lelki gondozására a velikei kolostorból jártak ki ferences atyák. 1646. november 4-én Maravics püspök a Szent Miklós templomban 194 személyt bérmált meg. A templomot 1660-ban is említik, mint a cserneki plébánia filiáját.   A falut viszont 1698-ban már nem említik a török uralom alól felszabadított szlavóniai települések között a kamarai összeírásban.  Valószínűleg a török háborúkban pusztult el. Az 1730-as egyházi vizitációs jelentésben a templomot már mint a régi falakon kőből újjáépített templomot említik. Három oltára volt, melyeket Szent Miklósnak, Szűz Máriának és Szent Rókusnak szenteltek.    Mellette falazott harangtorony állt. Bár a falu már régen nem létezett, templomába jártak a környező falvak hívei istentiszteletre, akiknek szolgálatát továbbra is a ferencesek látták el. A körülötte fekvő temetőbe hét környékbeli falu hívei temetkeztek. 1761-ben megalapították a szapolyai plébániát, melynek első plébánosa a kovačevaci Pavao Junašević volt. A plébánia 1780-ig működött, akkor a staro petrovo seloi plébániához csatolták. 
A mai Szapolya csak a 19. század második felében keletkezett Adžamovci határában, a középkori Szapolya falutól kissé délebbre. Ezt a helyet addig Radovancinak nevezték, a „Za polje” elnevezés pedig korábban csak a Szent Miklós templom környékére vonatkozott. Lakosságát 1900-ban számlálták meg először önállóan. A falunak 1910-ben 26 lakosa volt. Az 1910-es népszámlálás szerint lakosságának 65%-a horvát, 19%-a szlovák, 15%-a cseh anyanyelvű volt. Pozsega vármegye Újgradiskai járásának része volt. Az első világháború után 1918-ban az új szerb-horvát-szlovén állam, majd később (1929-ben) Jugoszlávia része lett. A település 1991-től a független Horvátországhoz tartozik. 1991-ben lakosságának 79%-a horvát, 7%-a szerb, 2%-a jugoszláv nemzetiségű volt. 1993-ban megalakult az önálló Resetár község, melynek része lett. 2011-ben a településnek 399 lakosa volt.

## Lakossága
| Lakosság változása | Lakosság változása | Lakosság változása | Lakosság változása | Lakosság változása | Lakosság változása | Lakosság változása | Lakosság változása | Lakosság változása | Lakosság változása | Lakosság változása | Lakosság változása | Lakosság változása | Lakosság változása | Lakosság változása | Lakosság változása |
| ------------------ | ------------------ | ------------------ | ------------------ | ------------------ | ------------------ | ------------------ | ------------------ | ------------------ | ------------------ | ------------------ | ------------------ | ------------------ | ------------------ | ------------------ | ------------------ |
| 1857               | 1869               | 1880               | 1890               | 1900               | 1910               | 1921               | 1931               | 1948               | 1953               | 1961               | 1971               | 1981               | 1991               | 2001               | 2011               |
| 0                  | 0                  | 0                  | 0                  | 32                 | 26                 | 7                  | 50                 | 155                | 171                | 250                | 318                | 387                | 454                | 403                | 399                |

(1890-ig lakosságát Aždamovcihoz számították. 1890-től településrészként, 1981-től önálló településként.)

## Nevezetességei
Szent Miklós tiszteletére szentelt temploma középkori eredetű. Alapfalait, amin a mai templom nyugszik valószínűleg még a 14. században építtették gótikus stílusban. Első írásos említése 1396-ban történt. Története során többször átépítették. Eredetileg kisebb, román stílusú egyhajós, félköríves szentélyű templom volt, melyet először a nyugati homlokzata előtti toronnyal bővítettek. A késő gótikus korszakban kelet felé a hajó megnövelésével és egy támpillér nélküli, sokszögű szentéllyel bővítették. A török nem rombolta le, még 1660-ban is állt. Valószínűleg a 17. század vége felé a felszabadító háborúban pusztult el a faluval együtt. 1730-ban már az alapfalain újjáépített templomot említik. A barokk korban csehsüveg boltozattal fedték be. Az utolsó átépítés a 19. század végén következett, amikor a homlokzaton kívül a templom belsejét is felújították. A nyugati homlokzat fölé kétemeletes harangtornyot emeltek, amelyet historizáló formájú sisakkal zártak le. Az 1909-es felújításban a templom belsejét a historizmus jegyében festették ki. A templom eredeti román alaprajz tipológiai jellemzőivel a középkori szakrális építészet egyik legértékesebb példája Szlavóniában. A múlt században a templom mellett középkori fegyvereket és két feliratos követ találtak a Zapolja felirattal. 